# Dipsas pakaraima
Dipsas pakaraima är en ormart som beskrevs av Macculloch och Lathrop 2004. Dipsas pakaraima ingår i släktet Dipsas och familjen snokar. Inga underarter finns listade i Catalogue of Life.
Arten är endast känd från berget Ayanganna i västra Guyana. Några exemplar hittades vid 1490 meter över havet. Området är täckt av fuktig och städsegrön skog. Individerna hittades under natten i ananasväxter av släktet Brocchinia. Dessa växter var 0,5 till 2,0 meter höga. Antagligen lägger honor ägg.
För beståndet är inga hot kända. IUCN listar Dipsas pakaraima som livskraftig (LC).